# پولی سوان

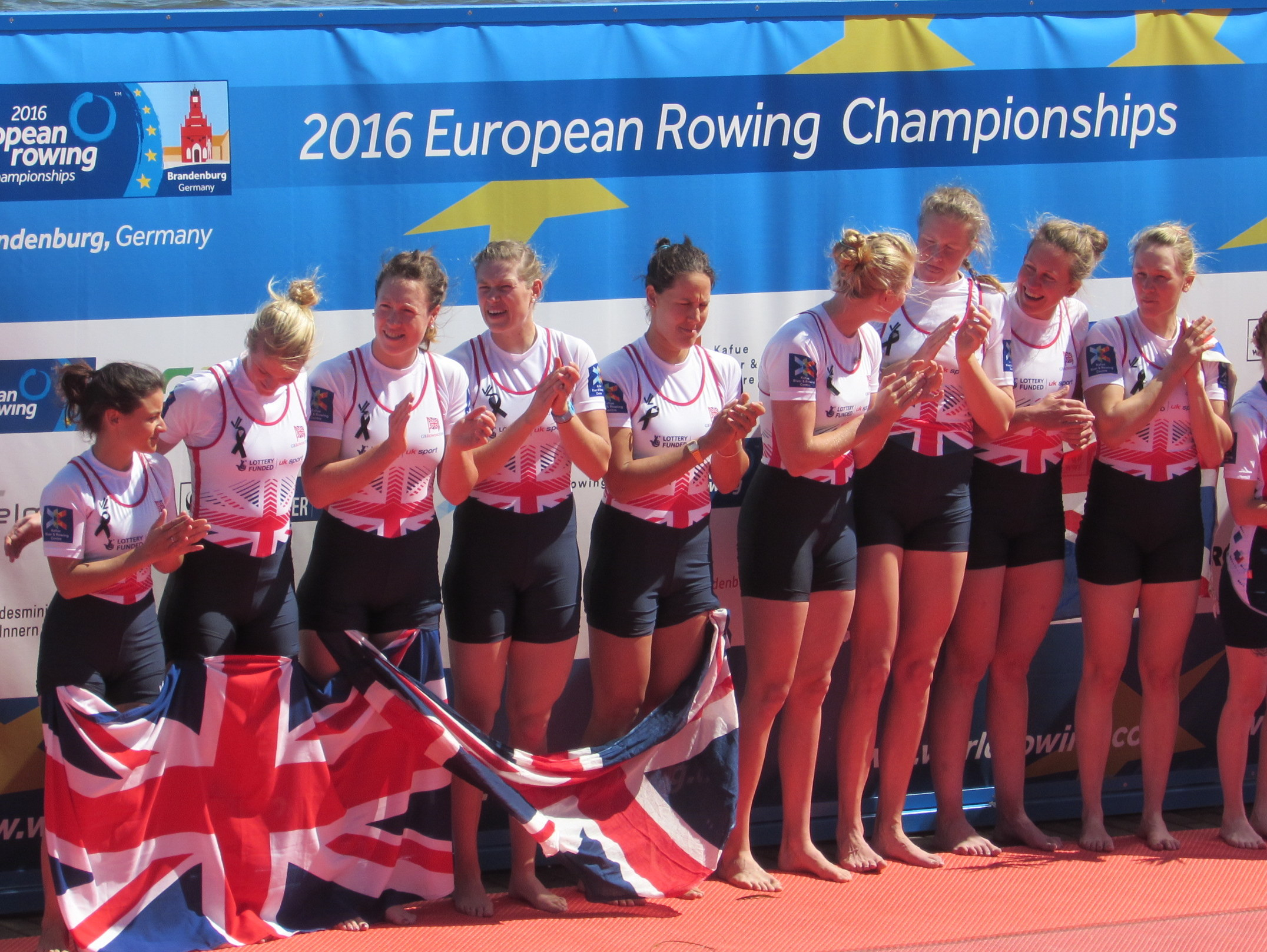
تیم روئینگ بریتانیا در سال ۲۰۱۶

پولی سوان (انگلیسی: Polly Swann؛ زادهٔ ۵ ژوئن ۱۹۸۸) ورزشکار روئینگ اهل بریتانیا است.
وی در مسابقات کشوری و بین‌المللی در مجموع برندهٔ ۸ مدال طلا، ۲ مدال نقره شده‌است.